# Мечеть аль-Истикама
Мечеть Аль-Истикама (малайск. Masjid Аl-Istiqamah, или Al-Istiqamah Mosque, араб. لمسجد الإستقامة‎) — мечеть в Сингапуре, построенная в 1999 году. Это единственная мечеть в Сингапуре, ассигнованная Исламским религиозным советом Сингапура (MUIS).

## История
12 августа 1992 года была куплена земля под её строительство, но не было собрано предполагаемое необходимое количество денег SGD$700 000, пришлось даже подавать объявление в газету.
Расччитывая на работу добровольцев и вклады от мирового мусульманского сообщества, строительство было начато лишь в марте 1998 года. Мечеть Аль-Истикама была открыта 11 июня 1999 года.

## Архитектура
Мечеть сделана в самом обычном стиле для тех мест, практически исключая все излишества.